# Graben (Vienne)
Pour les articles homonymes, voir Graben (homonymie).
Le Graben est une des rues les plus célèbres du centre-ville de Vienne en Autriche.

## Situation et accès
Le Graben commence au Stock-im-Eisen-Platz près du Palais Equitable et se termine à l'embranchement entre Kohlmarkt et Tuchlauben. Au Graben se trouvent certains des restaurants et magasins les plus réputés du pays.
Ce site est desservi par la station de métro Stephansplatz.

## Origine du nom
Le terme Graben, signifiant littéralement fossé en allemand, tire son origine de l'histoire ancienne de Vienne.

## Historique duGraben
L'histoire du Graben remonte à l'époque romaine lorsque se trouve à l'emplacement actuel le camp romain de Vindobona. L'enceinte du castellum se situe au sud le long de la Naglergasse actuelle et est entouré d'un fossé. Au Moyen Âge, ce fossé existe toujours entourant les grands murs massifs du château fort. À la fin du XIIe siècle, les Babenbergs font agrandir la ville grâce à la rançon payée pour la libération de Richard Cœur de Lion. Lors de ces transformations, le fossé disparaît et cède la place à une rue planifiée. Ainsi le Graben devient une des premières rues de la ville agrandie. Dans cette zone nouvellement urbanisée, il existe encore de nombreux territoires vides, ce qui a forcément contribué à l'appellation continue de la rue en tant que Graben.

### LeGrabenau Moyen Âge
L'expansion de la ville de Vienne se manifeste également dans l'urbanisation inégale des deux côtés du Graben. Côté nord, les constructions sont encore de nos jours irrégulières et il n'y existe qu'un petit passage vers l'église Saint-Pierre, le Jungferngässchen. Côté sud, cinq rues sont construites de façon régulière au XIIIe siècle : l'Obere Bräunerstrasse (aujourd'hui Habsburgergasse), l'Untere Bräunerstrasse (Bräunerstrasse), la Färberstrasse (Dorotheergasse), la Laderstrasse (Spiegelgasse) et la Reifstrasse (Seilergasse). La partie majeure du côté sud est à cette époque encore un territoire vide, ceci va rapidement changer.
Selon l'historien Karl Oettinger, le Graben remplace l'axe Hoher Markt/Wipplingerstrasse en tant que rue principale. La nouvelle voie de circulation principale aurait alors commencé Am Hof à travers la Bognergasse et serait allée jusqu'au Stock-im-Eisen-Platz pour ensuite arriver à la Wollzeile par la Rotenturmstrasse. Le trafic n'aurait alors pas eu besoin de passer par le Hoher Markt. Cependant, toutes les rues à cette époque finissent à Vienne et il n'y avait guère de raisons pour continuer son chemin en direction du Schottentor, cette théorie fait en conséquence l'objet de maintes discussions.
Les maisons le long du Graben sont surtout des constructions en bois et vont conduire à une catastrophe le 23 mars 1327. Un incendie se propage depuis la maison du prêtre Henri de Lucerne dans la Wallnerstrasse, le Kohlmarkt tombe sous les flammes et le feu se répand dans tout le quartier. Le roi Frédéric le Bel est présent parmi l'équipe de sauvetage. Le Graben n'est pas encore l'endroit privilégié de la noblesse, cependant des lignées souabes de la famille de Rodolphe Ier y habitaient.
Le seul grand bâtiment connu de cette époque est le Freisingerhof.
Au tournant du XIIIe au XIVe siècle le Graben est « fermé » par des constructions de maisons à chaque bout. Ainsi, le Paternostergässchen apparaît au nord-ouest, une prolongation de la Naglergasse, au sud-est on voit apparaître la Grabengasse et le petit Schlossergässchen très étroit, la ruelle des serruriers. D'autres artisans de métiers liés, comme les forgerons, s'y établissent également. Le Schlossergässchen est tellement étroit qu'il est souvent critiqué d'être une entrave à la circulation. À partir de ces nouvelles constructions, le Graben fait plutôt figure d'une place et non d'une rue. Cependant, ce n'est pas encore une adresse exclusive, le petit ruisseau Mörung fait circuler les eaux-vannes et l'on peut donc imaginer la puanteur émanant de la rivière. Les notables commencent cependant à s'installer au fur et à mesure, surtout des riches bourgeois.

### LeGrabenbaroque

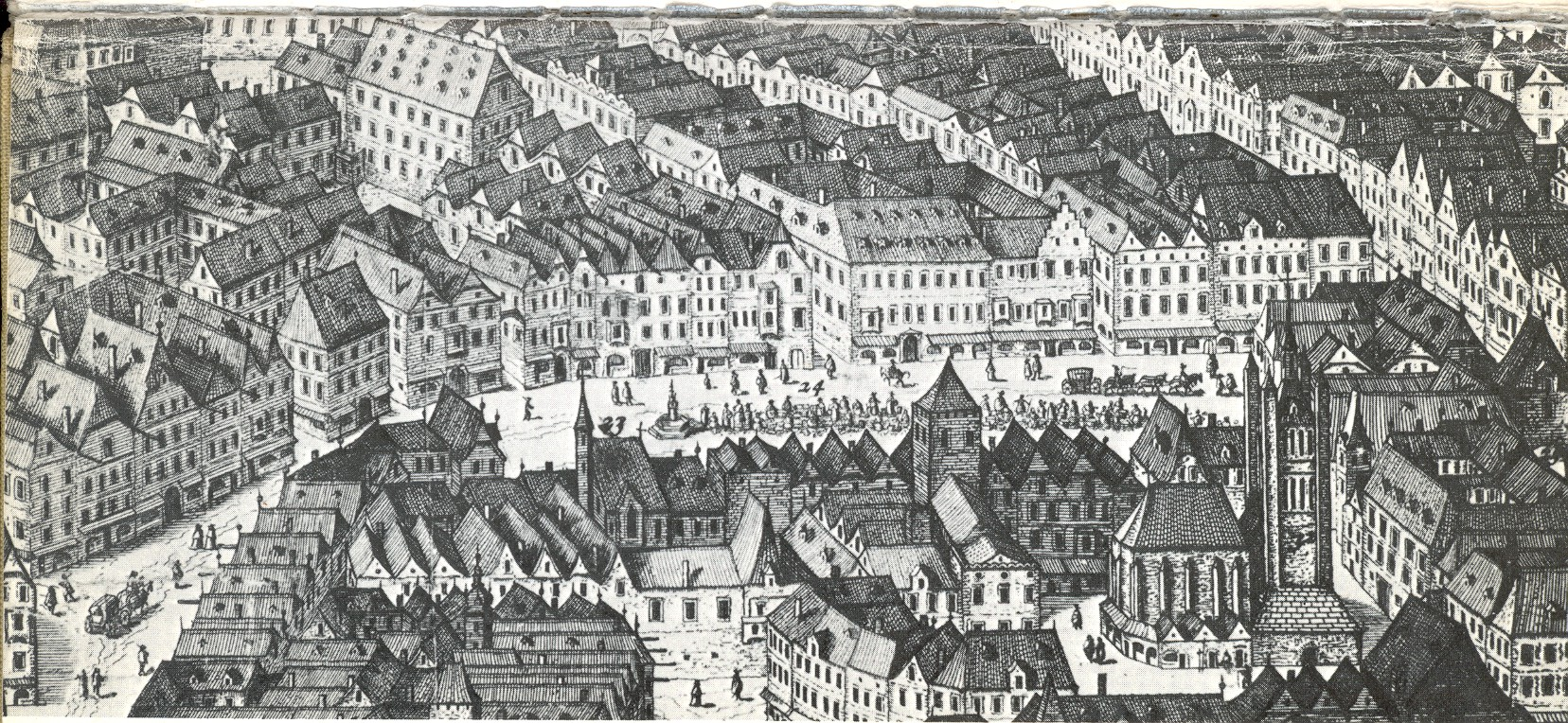
Le Graben vers 1609.

La structure du Graben ne change guère, mais il n'en est pas de même pour son caractère. L'Arkadenhof (« Cour des arcades »), un bâtiment de la Renaissance, domine la rue jusqu'en 1873 lorsqu'on procède à la construction du Grabenhof. Le Graben devient le lieu de plusieurs festivités, notamment pour rendre hommage. Les propriétaires des maisons commencent alors transformer leurs maisons et à appliquer de riches décors aux façades. L'ancienne église Saint-Pierre est détruite en 1701 et reconstruite en 1708 dans un style baroque.
Au cours du XVIIIe siècle, le Graben perd son importance en tant que place de marché, les marchands de légumes partent en 1753, le marché de Noël s'établit ailleurs dès 1772. Le Graben devient la scène principale de la vie urbaine et une promenade privilégiée qui n'est pas limitée aux nobles, l'essor des entrepreneurs est à son apogée lors de la construction du Trattnerhof par l'imprimeur Thomas von Trattner. Y surgissent également des prostitués, les célèbres Grabennymphen (« nymphes du Graben »).

### La régulation duGraben

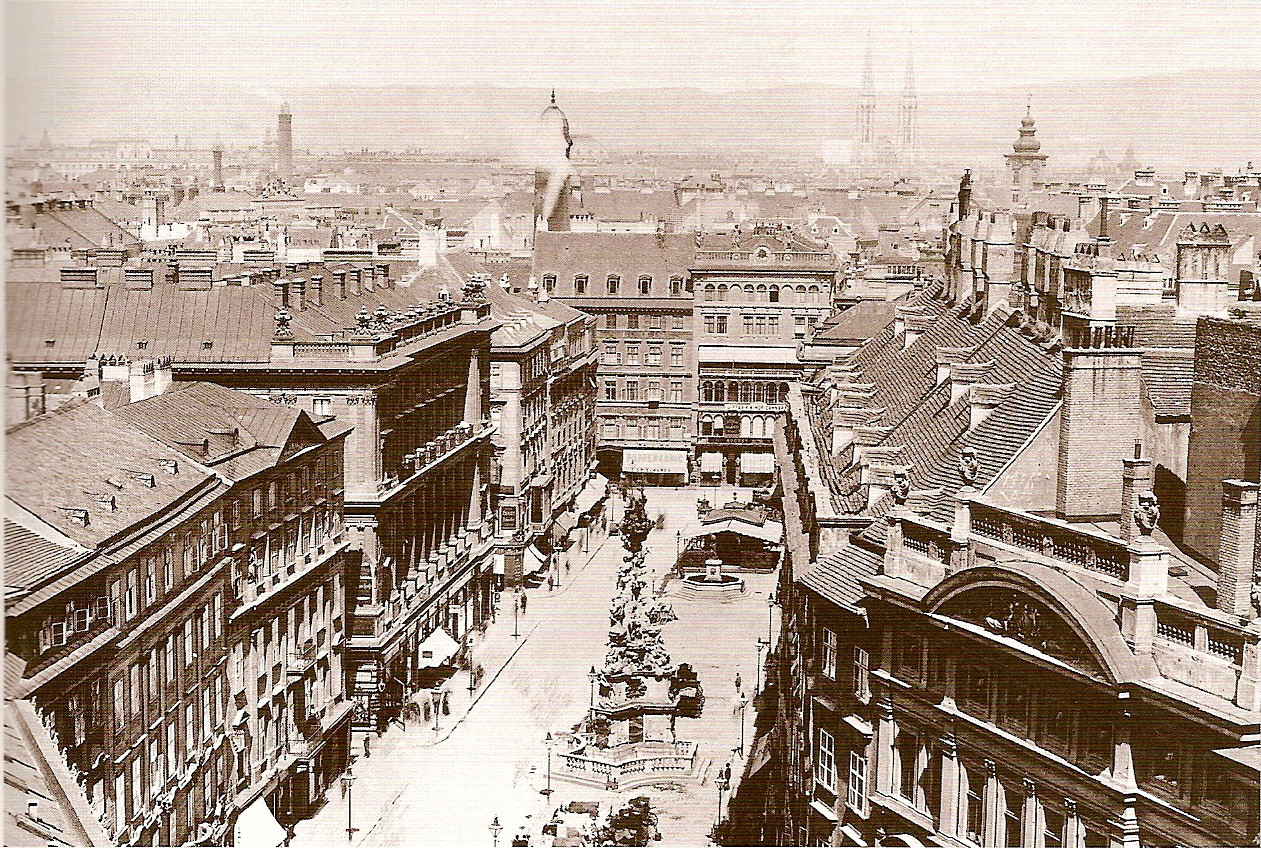
Le Graben après la régulation vers 1890.

Le Graben connaît une époque prospère au début du XIXe siècle. Des magasins de luxe s'établissent de plus en plus, ayant des enseignes richement décorées et artistiques.
La circulation augmente et les bâtiments fermant le Graben des deux côtés sont de plus en plus perçus comme un obstacle. La Première caisse d'épargne d'Autriche fait démolir les maisons au coin des Tuchlauben en 1835 pour y construire son bâtiment principal qui existe encore de nos jours. En 1840, les bâtiments au bout nord-ouest sont démolis à leur tour. Entre 1860 et 1866, les maisons entre Grabengasse et Schlossergassl sont détruites, et le Graben donne ainsi directement sur le Stock-im-Eisen-Platz et le Stephansplatz. D'autres maisons le long du Graben disparaissent à l'exception du Palais Bartolotti-Partenfeld. Le Jungferngässchen est agrandi pour permettre un meilleur accès à l'église Saint-Pierre. Le Trattnerhof disparaît également et sera remplacé par une nouvelle construction en 1911.

### LeGrabenauXXesiècle
- Scènes de rues photographiées par de:Emil Mayer (1871–1938) entre 1905 et 1914 sur cette artère.

Scènes de rues photographiées par :de:Emil Mayer (1871–1938) entre 1905 et 1914 sur cette artère.
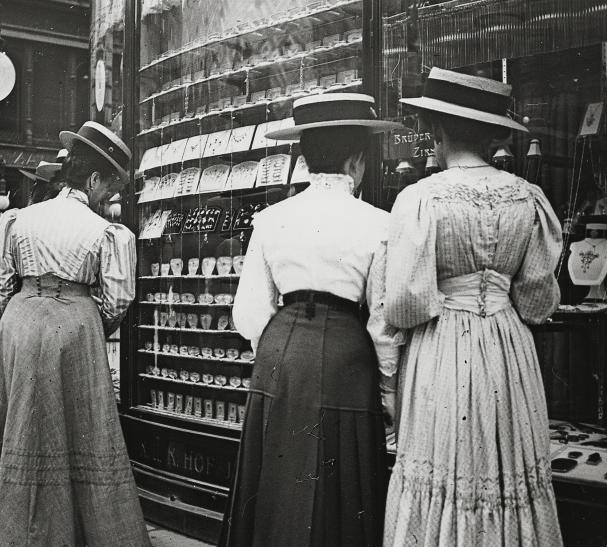
Femmes contemplant la devanture de la bijouterie Brüder Frères, au no 7.
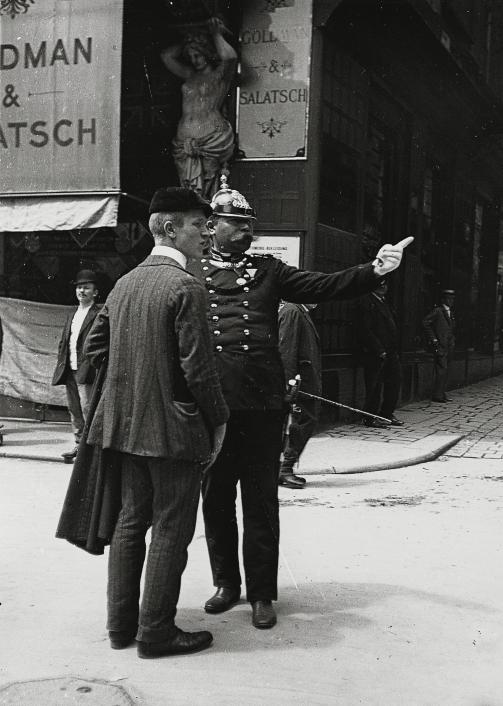
Agent de police renseignant un passant devant la chapellerie Goldman & Salatsch, au no 20.
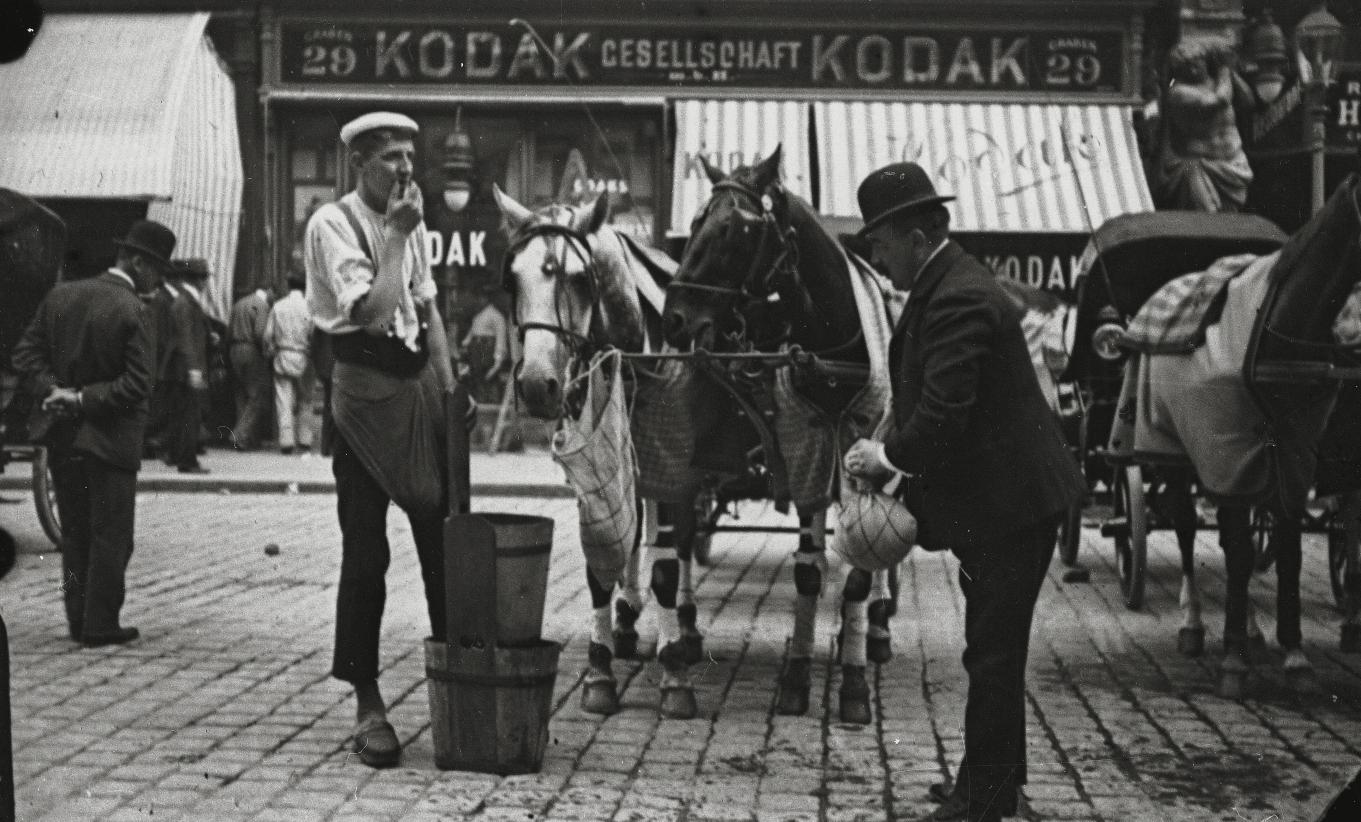
Animation autour des fiacres stationnant devant le magasin Kodak, au no 29.
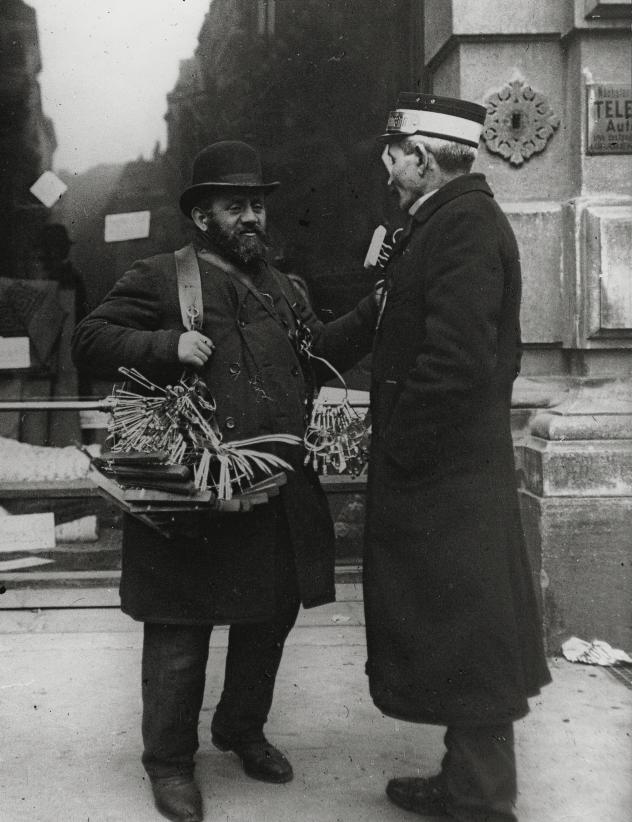
Colporteur juif et portier.
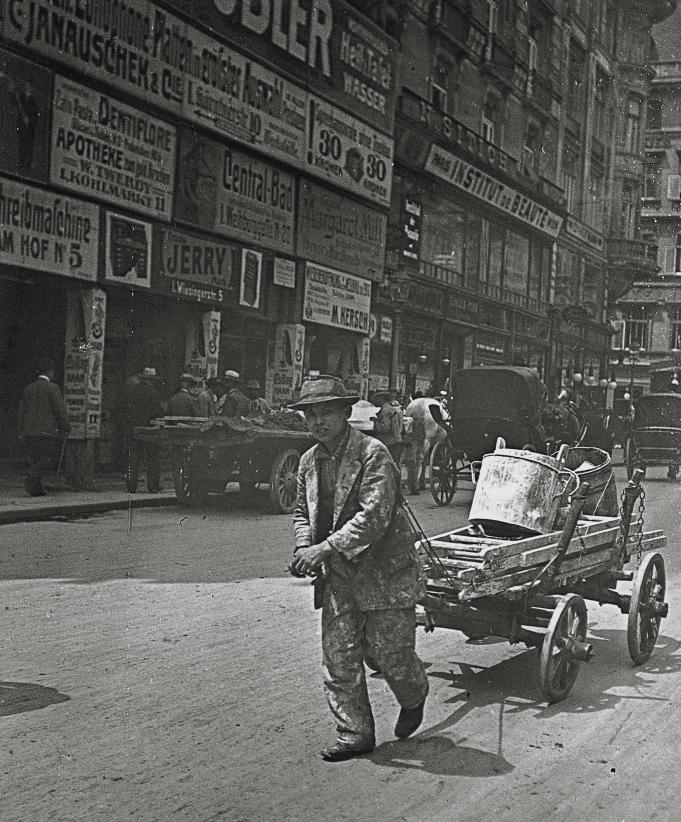
Passant devant un immeuble presque recouvert de panneaux publicitaires, jeune apprenti peintre en bâtiment tirant un chariot.

Avec l'essor du transport automobile, le Graben devient une rue de forte circulation. Néanmoins, cette circulation est restreinte à la partie sud du Graben. Le 4 décembre 1950, le Graben est la première rue à Vienne disposant d'un éclairage néon.
Plusieurs propositions pour l'organisation du Graben ont été faites, dont deux s'attachant particulièrement à la surveillance. Le 22 novembre 1974, le Graben est l'objet d'un essai de la première zone piétonne de Vienne. Lors de la construction du métro, plusieurs changements consécutifs ont été faits, et la zone piétonne est agrandie au fur et à mesure. Dans ce contexte, cinq architectes ou groupes d'architectes sont appelés pour proposer des modifications. Une proposition particulièrement contestée est celle du groupe « Gruppe M » qui projettent une toiture.
Aujourd'hui, le Graben demeure une des promenades et rues marchandes les plus importantes de Vienne.

### Transports
La mesure dans laquelle le Graben est une voie principale au Moyen Âge reste un sujet très discuté. À cause des nombreuses constructions, surtout aux extrémités, la rue s'y prête pourtant très mal. Depuis le XIXe siècle, bien avant l'arrivée de l'automobile, le Graben compte parmi les rues à forte circulation de Vienne, cependant uniquement le côté sud-ouest est utilisé. C'est également au XIXe siècle que l'on aménage des places spéciales pour les fiacres.
La première ligne de bus à accumulateur électrique circule dès le 1er mars 1912 depuis le Stephansplatz à travers le Graben jusqu'à la Volksoper. D'autres lignes de bus s'y ajoutent au fur et à mesure. Dans le cadre de la construction du métro, le Graben est transformé en zone piétonne. Cette première zone piétonne de Vienne est un essai du 27 novembre 1971. Le projet final est établi par l'architecte Wilhelm Holzbauer et son équipe, terminé en 1978. La dernière partie rajoutée à la zone piétonne se situe entre l'église Saint-Pierre et le Kohlmarkt où circule cependant toujours la ligne de bus 1A.
Sous la partie basse du Graben, à la hauteur de la Jungferngasse et du Stock-im-Eisen-Platz circule depuis 1991 la ligne de métro U3. La station de métro Stephansplatz a déjà été érigée lors de la construction de ligne de métro U1, un tracet en dessous du Graben devient donc obligatoire. Une des sorties de cette station mène directement au Graben, elle ne possède pas de toit pour ne pas trop déranger l'image de la rue. Une autre construction était impossible, les propriétaires des maisons exigeants des sommes énormes d'argent.

## Une place de marché

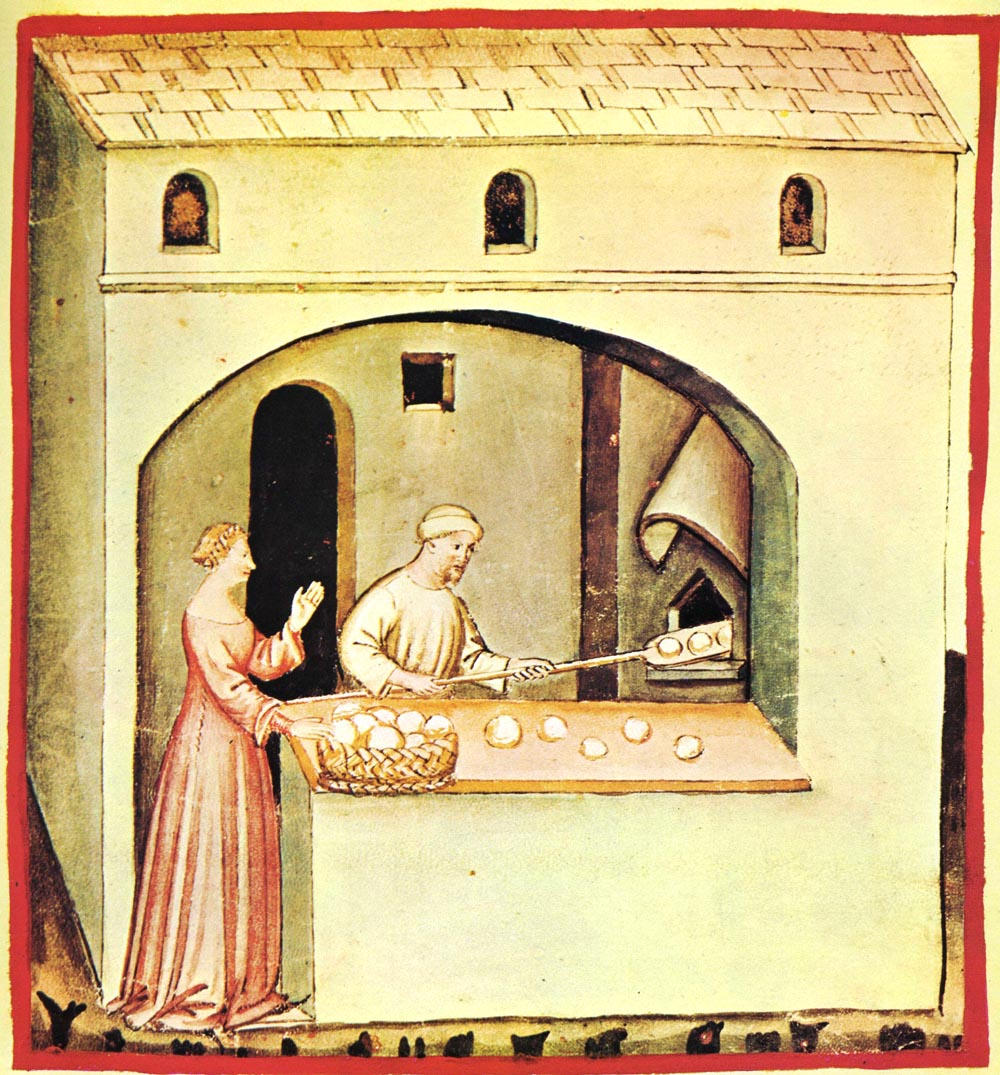
La vente du pain au XIVe siècle par Tacuinum sanitatis.

Le Graben est utilisé très tôt comme place de marché. Dès 1295, alors que le Graben vient à peine d'être mentionné dans les documents, on cite la vente de fruits. Vers 1350 commence le commerce des herbes, cent années plus tard, d'autres légumes sont rajoutés à l'offre du marché. À cause de ces marchands, le Graben est souvent surnommé « Grüner Markt » et « Kräutermarkt ».
À partir du XIVe siècle, des marchands de farine et de pain s'établissent également au Graben. Ce n'est qu'en 1442 que les boulangers reçoivent à nouveau le droit de cuire les grands pains eux-mêmes. C'est ainsi que les « Brotpanckh » apparaissent au Graben, que les boulangers doivent louer pour offrir leurs marchandises.
Au Paternostergässchen s'établissent les fabricants de rosaires. Dans les documents du Kammeramt, des marchands de viande sont mentionnés dès 1424 qui ont alors des règles strictes quant à leurs heures d'ouverture. À cause des odeurs, Ferdinand Ier promulgue un édit en 1564 ordonnant les marchands de viande de s'installer ailleurs, mais cet édit n'est pas strictement appliqué.
Au XVIIIe siècle, la plupart des marchands s'installe dans les maisons le long du Graben et en 1753 le dernier marché - celui des légumes - disparaît.

## Une place de fête
À cause de son emplacement central, le Graben se prête bien à des cortèges et manifestations.
Des processions à l'occasion de la Fête-Dieu sont connues depuis 1438, il est cependant probable qu'elles existaient bien avant d'être mentionnées dans les documents officiels. Avec la naissance du protestantisme, ces processions jouent un rôle important pour la démonstration de la foi catholique.
À l'époque de Charles VI existe une messe journalière près de la colonne de peste. Au XVIIIe siècle a lieu une procession par semaine. Cependant, Marie-Thérèse essaie déjà de limiter les processions, et sous Joseph II il ne reste plus que la procession à l'occasion de la Fête-Dieu.
Le Graben est également la scène de marches triomphales, en particulier pour les entrées des archiducs et empereurs. Depuis 1620, les hommages se font au Graben, Ferdinand II en est le premier exemple connu.

## Bâtiments remarquables et lieux de mémoire

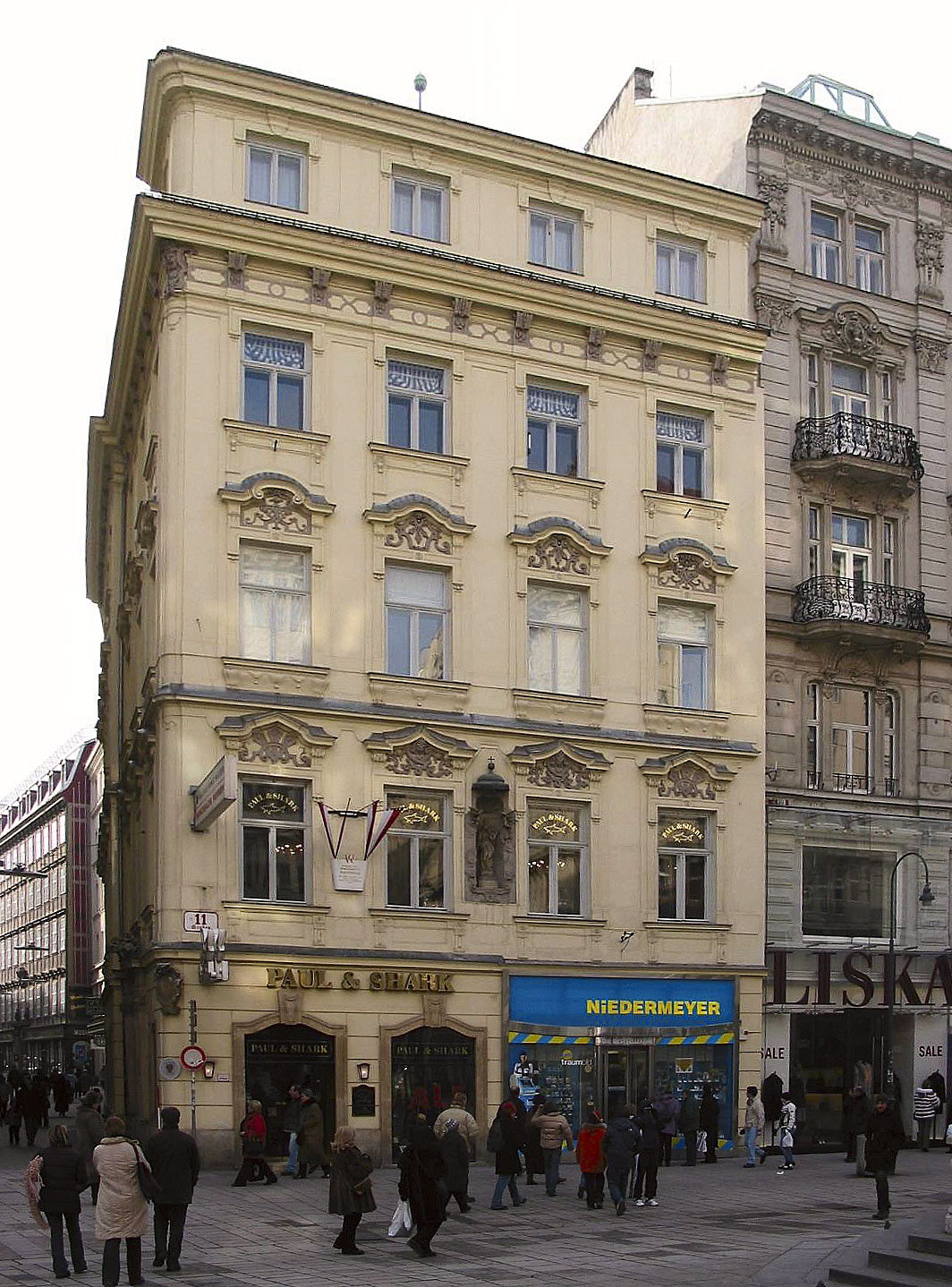
Le Palais Bartolotti-Partenfeld.

### Freisingerhof et Trattnerhof
Le Freisingerhof est la première construction monumentale du Graben. Le diocèse de Freising était en possessions de terres à cet endroit précis, et fait construire une maison, probablement au XIIe siècle, qui est mentionnée officiellement en 1273. Le bâtiment irrégulier en style roman est d'une part le centre administratif pour mieux gérer les possessions du diocèse aux alentours de Vienne et héberge d'autre part les évêques de Freising et leurs représentants diplomatiques. Dans un premier temps, le bâtiment est appelé Dompropsthof, la première mention officielle du Freisingerhof date de 1468. À côté du bâtiment principal, d'autres maisons aux environs font également partie du Hof.
En 1773, le noble Johann Thomas Trattner et engage l'architecte Peter Mollner et y fait construire une maison d'appartements gigantesque en son temps, la construction se termine en 1776. Cependant, l'opinion est divisée au sujet du bâtiment. La grandeur de la maison est certainement impressionnante, mais la multitude de petites chambres est vivement critiquée. La construction est appelée Trattnernhof à partir du titre de noblesse, cependant, le Trattnerhof s'établit. Les portails d'entrée sont décorés de cariatides, une œuvre de Tobias Kögler. La maison reste en possession de la famille Trattner jusqu'au début du XIXe siècle.
En 1911, l'architecte Rudolf Krauss fait construire une maison double séparée d'une petite ruelle, un second chemin vers la vieille-ville. Cette ruelle s'appelle encore de nos jours Trattnerhof.

### Maison Anker
La maison Anker est construite entre 1894 et 1895 par Otto Wagner, probablement pour des besoins personnels. Le nom vient de l'ancien bâtiment se trouvant à cet endroit, appartenant à l'assurance Der Anker. Le sous-sol avec ses espaces vitrés rappelle des constructions ultérieures en béton renforcé. Depuis 1971, la maison est utilisée par Friedensreich Hundertwasser.

### Palais Bartolotti-Partenfeld
Le Palais des frères nobles Bartolotti de Partenfeld du XVIIIe siècle est le seul bâtiment en style baroque du Graben qui existe encore de nos jours.

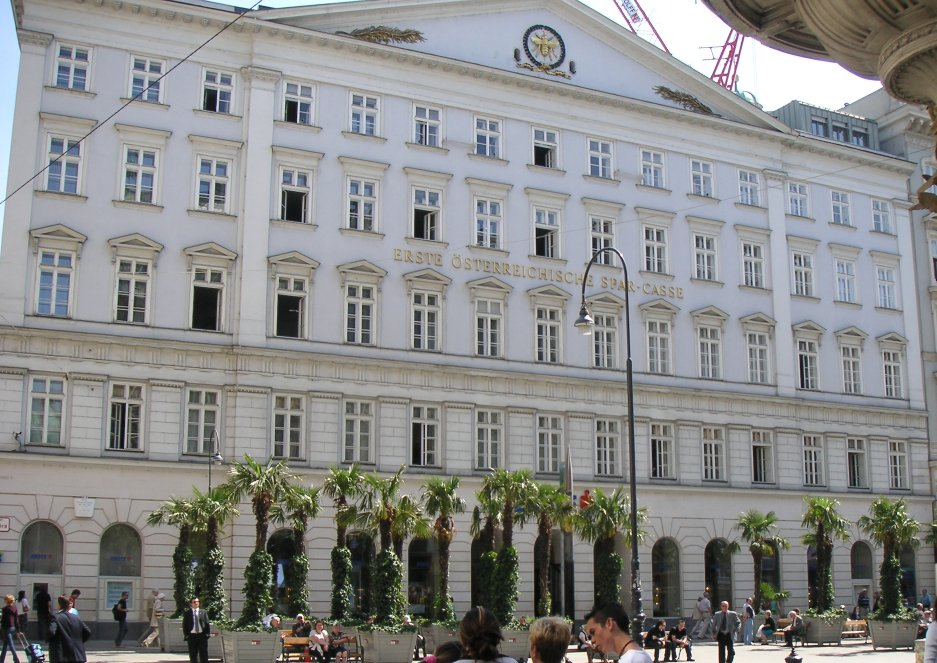
Siège principal de la Première caisse d'épargne d'Autriche.

### Generalihof
Le Generalihof est un bâtiment de Peter Mollner et Ernest Koch construit entre 1794 et 1795, rénové et transformé en 1831 par Josef Klee. Ici se trouvait le siège de Leopold Anton Kozeluch qui éditait entre autres les œuvres de Mozart.
En 1894, la maison est rachetée par l'Assicurazione Generali qui fait changer la façade et dote la construction d'un attique. Ici se trouve l'atelier de couture renommé Knize développé par l'architecte Adolf Loos.

### Grabenhof
Le bâtiment, autrefois appelé aussi Thienemannhof, est une œuvre d'Otto Thienemann et Otto Wagner construit entre 1873 et 1874 dans le style de l'historicisme. Le toit est aménagé en 1947 par Alfons Hetmanek.
Le Grabenhof qui fait partie du patrimoine culturel appartient à l'assurance autrichienne des fonctionnaires (ÖBV) et est depuis 1991 lieu de manifestations culturelles.
Le 18 juin 2004 est inaugurée une plaque commémorative de Josef Sonnleithner, fondateur de la Gesellschaft der Musikfreunde in Wien (« Association des amis de la musique à Vienne ») qui habitait la maison d'arcades qui se trouvait à cet endroit avant la construction du Grabenhof.

### Première caisse d'épargne d'Autriche
L'expansion de la Première caisse d'épargne d'Autriche dans ses débuts nécessite des changements fréquents du siège principal. En 1825, elle s'installe au Graben au numéro 21. Après avoir racheté trois maisons voisines, l'architecte Alois Pichl fait construire un nouveau grand bâtiment entre 1835 et 1839, le siège principal actuel de la banque.

### Colonne de la peste

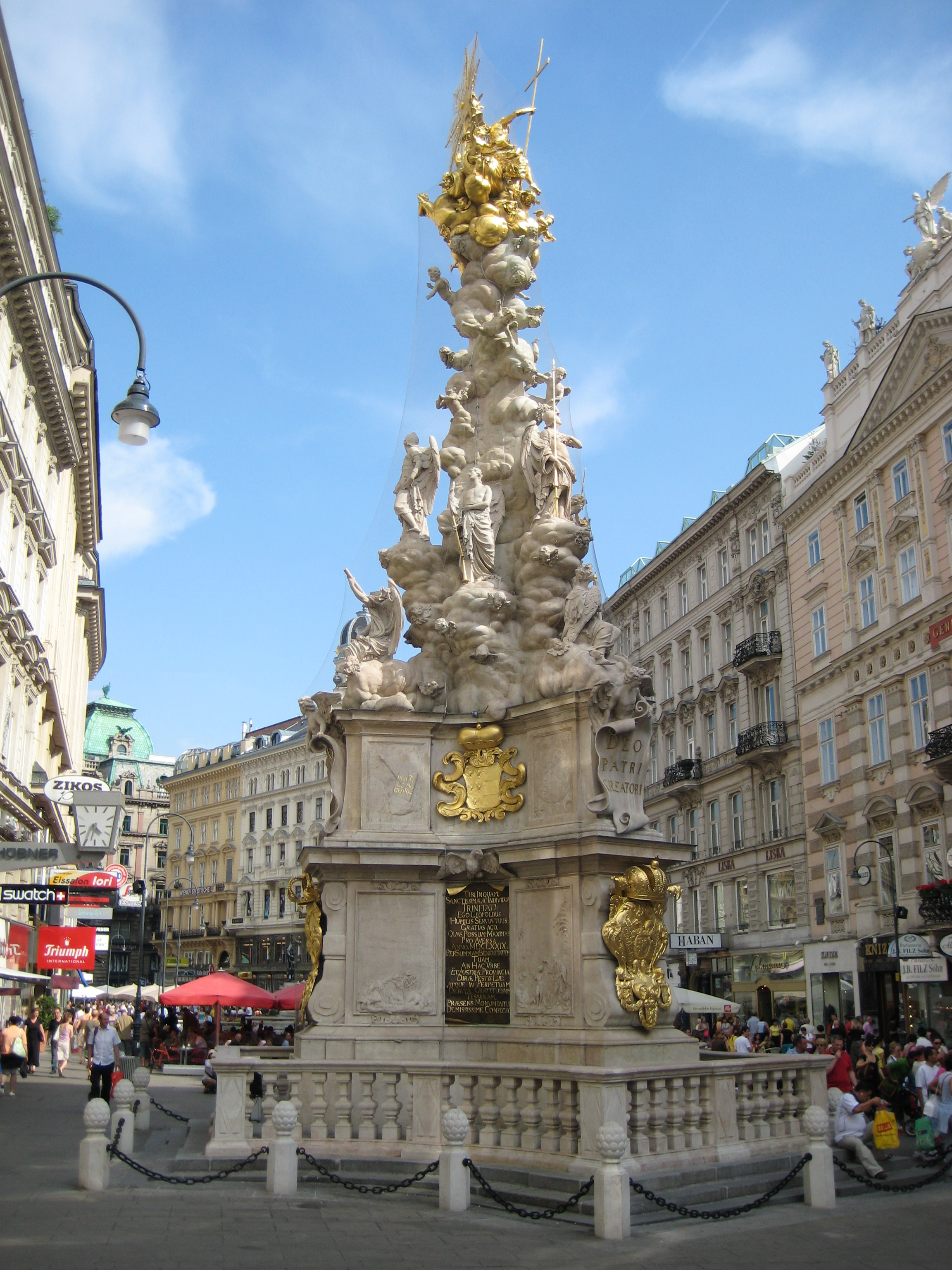
La colonne de la peste au milieu du Graben.

La colonne de la peste (« Pestsäule » en allemand) est une représentation de la trinité au milieu du Graben. Cette œuvre religieuse a été ordonnée par l'empereur Léopold Ier. En 1679, la dernière grande peste ravageait la ville, et l'empereur avait promis de faire ériger un monument de grâce à la fin de l'épidémie.

### Les fontaines du Graben
Deux fontaines se trouvent au Graben. Dans les archives comptables de la ville, une première fontaine est déjà mentionnée en 1455. Celle-ci se situe au nord-ouest du Graben et sert surtout à éteindre le feu en cas d'incendie. Quatre têtes de lion font le décor de cette fontaine, elle est par conséquent appelée Löwenbrunnen.
La deuxième fontaine au sud-est date probablement de 1561. En 1638, la ville de Vienne réforme le système de prévention d'incendies et les magistrats de la ville décident de doter la Freyung ainsi que le Graben de nouvelles fontaines. Les deux fontaines existantes sont par la suite rénovées et transformées. L'empereur Léopold Ier décide en 1680 de rajouter des statues de saint Joseph[Lequel ?] et saint Léopold[Lequel ?], une œuvre du sculpteur Johann Frühwirth. Celles-ci sont remplacées entre 1730 et 1804 par des statues en plomb de Johann Martin Fischer, les statues de Frühwirth ont disparu depuis cette époque.

## Sources
- (de) Cet article est partiellement ou en totalité issu de l’article de Wikipédia en allemand intitulé « Graben (Wien) » (voir la liste des auteurs).
- (de) Felix Czeike, Der Graben, Paul Zsolnay, Vienne et Hambourg, 1972.
- (de) Dehio-Handbuch Wien I. Bezirk - Innere Stadt, Verlag Berger, Horn et Vienne, 2003  (ISBN 3-85028-366-6)
- (de) Ernst Kurz, Die städtebauliche Entwicklung der Stadt Wien in Beziehung zum Verkehr, Magistrat der Stadt Wien (MA18), Vienne, 1981
- (de) Harald Marincig, 80 Jahre Autobusbetrieb der Gemeinde Wien 1907 - 1987, Wiener Stadtwerke-Verkehrsbetriebe, Vienne, 1987.
- (de) Rudolf Gerlich et R. Andraschko, Stadt für Fußgänger - Gestaltung öffentlicher Räume in Wien - Ausgewählte Beispiele, Compress Verlag, Vienne, 1985.

### Sites internet
- (de) Historique du Graben
- (de) Le Graben
- (de) Site officiel de la « Fête du Graben »